# Бронівка
Броні́вка — село в Україні, у Війтовецькій селищній територіальній громаді Хмельницького району Хмельницької області. 

## Географія
Село розташоване на рівнині за 40 км на південний захід від міста Хмельницького та 26 кілометрів на південний схід від м. Волочиськ. На північ від села (7 км) розташована залізнична станція Війтівці на лінії Гречани — Тернопіль.
Через село протікає річка Бованець, яка утворює два ставки.

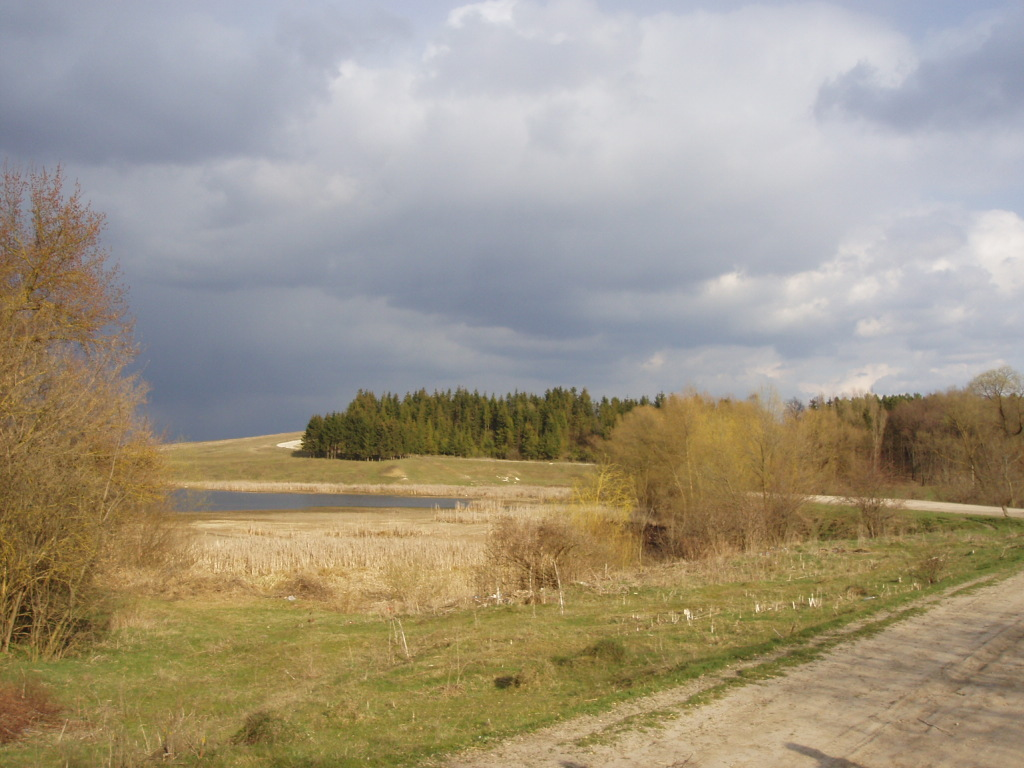
Вид на річку Бованець (світлина 2007 року)
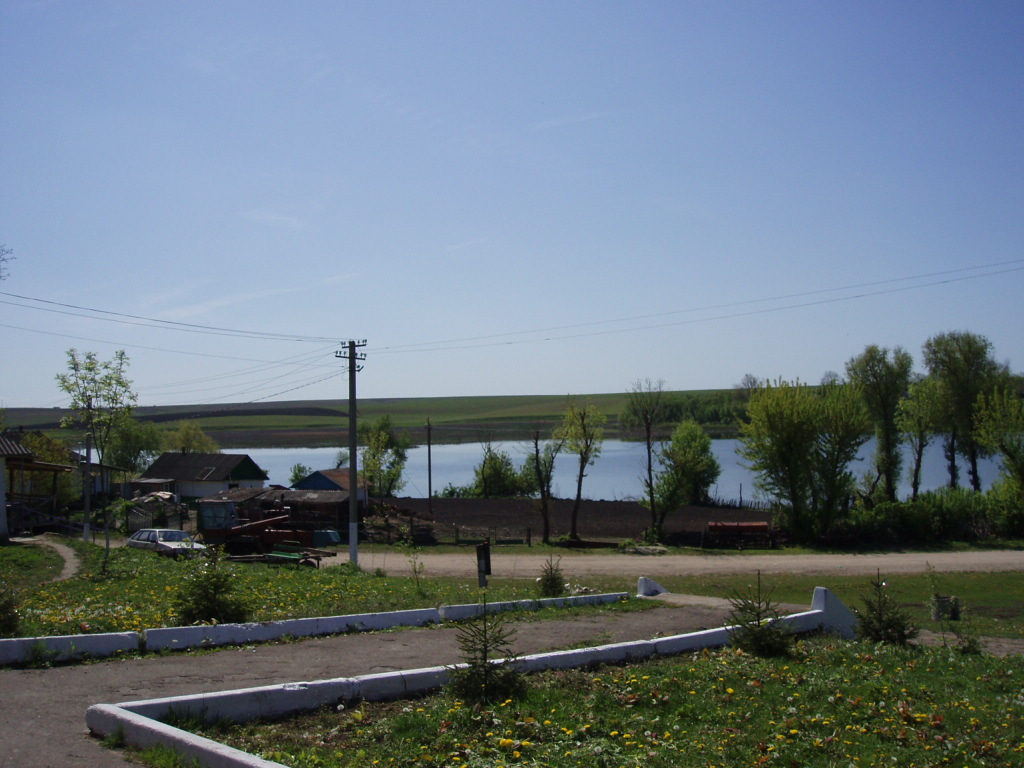
Вид на річку Бованець (світлина 2009 року)
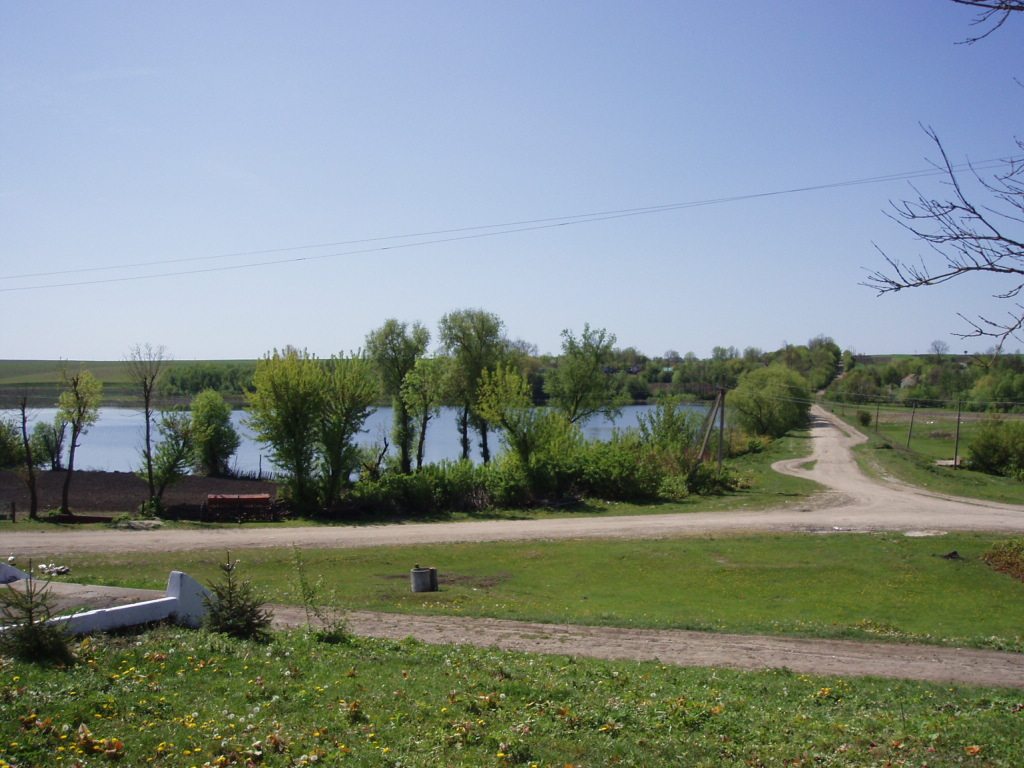
Вид на греблю через річку Бованець (світлина 2007 року)

На 18 грудня 2006 року у населеному пункті нараховується 195 дворів з населенням у 397 осіб: дітей дошкільного віку — 7; дітей шкільного віку — 39; громадян пенсійного віку — 144 чоловік, село займає прощу — 170 га землі.

## Історична довідка

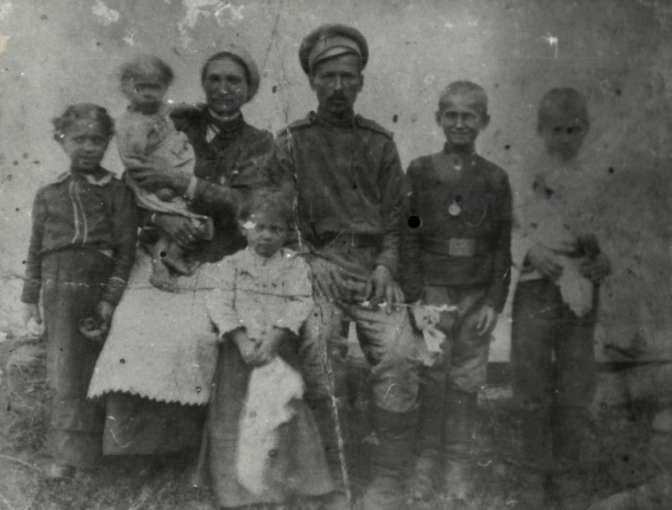
Родина заможних селян Заворотних (початок ХХ ст.)

Щодо назви села, то за народними легендами існує дві версії її походження: за однією із них назва Бронівка походить від слова «броня», яку тут виготовляли в давнину, на основі іншої назва села походить від імені Броніслава або Броніслав.

Історичне джерело: «Археологической карты Подольской губернии» (1901):
Бруневка и Сарновъ (с. Броневка и с. Сарнов, Волочисский р-н) сс. при рч. Болванце, ниже Выдавы. Местность между этими селами - Бруневкою и Сарновомъ, называемая Волощиною, а также помещичья усадьба последняго села покрыты буграми. Здесь, какъ говоритъ народъ, былъ городъ Бруловъ, и тамъ, где теперь усадьба помещика с. Сарнова, была крепость города. Къ в. отъ с. Бруневки есть плотина, называемая Гетманщиною; плотина эта, какъ говорятъ, высыпана для военныхъ целей гетманомъ Синявскимъ. Въ 3 верст. отъ Бруневки находится лощина, называемая Зеленою. Здесь, по преданію, было село Зеленая.
Видання "Приходы и церкви Подольской Епархии" (1901):
Бруниовка с. — расположено на равнине при речке Болванец, которая образует большие пруды; от ж.-д. ст. «Войтовцы» в 8 в. К Бруніовскому приходу приписана д. Качуринцы, расположенная тоже на равнине. Местность здоровая; почва — черноземная.
Бруниовка встречается в актах с второй половины XVI в. Ныне прихожан 546 м. и 545 ж.; все — малороссы-крестьяне. В селе есть католики 32 м. и 35 ж. и евреи 11 д. об. п. Крестьяне занимаются хлебопашеством, отчасти сапожным и ткацким ремеслами.
Храм в Бруниовке — деревянный, построен в 1748 г. на средства прихожан, во имя Покрова Божией Матери. В 1863—1866 гг. построена колокольня. В 1868 г. устроен новый иконостас. Церковной земли: усад. 2065 с., пах. и сенокосн. 33 д. 645 с.

Причтовыя помщения новыя. Церк. школа существовала с 1885 г.; в 1891 г. она преобразована в церк.-прих. и тогда же устроено для нея новое здание.
Згідно історичним даним десь між нині існуючими селами стояло місто Брулов. Можливо в якийсь момент воно було повністю знищено татарами і на колишньому місці відродилось. Можливо нинішнє село Бронівка виникло, коли нове поселення спробували відродити трохи в стороні від Брулова, звідси і деяку схожість в назвах Бруль — Бруневка — Бронівка.
За народними легендами річка Бованець, на якій розташоване село Бронівка, була великою річкою, по якій ходили пароплави. Посередині річки стояла велика люлькова фабрика. Землі села, які налічували близько 690 десятин, належали поміщику Зелевському, у тому числі велику кількість земель мав у своїй власності священик.
У поміщика Зелевського було двоє дочок: Броніслава та Гелена. Оскільки Броніслава була старшою донькою, то їй батько заповів більшу частину земель, а Гелена володіла меншою частиною, яка знаходилась по ліву сторону річки. В день свого народження Гелена з своєї милості віддала ці землі своїм кріпакам, вони почали будувати свої землянки і назвали ці землянки Геленівкою на честь Гелени, а більша частина села з правого берега річки стала називатись Бронівкою.
І зараз село поділене річкою на дві частини, одна з яких називається Галянівка (за легендою — Геленівка), а більша Бронівка.
За літературними джерелами, а саме «Приходы и церкви Подольской епархии» («Труды подольского епархиального историко-статистического комитета», виданого 1901 року під редакцією священика Юхима Сіцінського), перша згадка про село Бронівка зустрічається в актах з другої половини XVI століття.
У тому ж джерелі подається коротка характеристика села станом на 1901 рік. Там згадується про те, що село Брунівка (назва села в джерелі) відносилось до Проскурівського повіту 3-го округу. Село розташоване на рівнині біля річки Бованець, котра утворює великі ставки; від залізничної станції Війтівці близько 8 верств. До Брунівського приходу відносилось і село Качурині, що розташовується також на рівнині. На той час в селі проживало 546 чоловіків та 545 жінок; усі «малороссы-крестьяне». В селі були католики (32 чоловіки та 35 жінок), а також євреї 11 дворів загального перепису. Основним заняттям населення було хліборобство, а також ткацтво та виготовлення взуття.
Згадується про те, що на території села знаходився дерев'яний храм, збудований у 1748 році в честь Покрови Божої Матері на кошти прихожан. Біля храму знаходилась дзвіниця, збудована у 1863–1866 роках, у 1868 році був встановлений новий іконостас. Всього церковної землі налічувалось «усадьбы 2065 с, пахотная и сенокосная 33 д. 645 с».
В селі були «причтовые» приміщення, а з 1885 року в селі почала діяти церковна школа, яка у 1891 році реорганізована в церковно-приходську школу.
Пізніше село Брунівка згадується, як місто Брулів.
Село Бронівка — місце стародавнього городища, за народними легендами тут було місто Брулів, знищене під час татаро-монгольської навали. Про це свідчить пам'ятка архітектури «Городище» XIII століття, встановлена в центрі села.
7 (20) листопада 1917 року, відповідно до Третього Універсалу Української Центральної Ради, увійшло до складу Української Народної Республіки.
Після жовтневого перевороту сільська біднота почала відбирати землі і ділити між собою.
18 листопада 1920 року в село було остаточно окуповане більшовиками, українські війська були вимушені відступити за кордон.
У роки примусової колективізації, а саме в листопаді 1929 року спілкою селян села Бронівка було створено господарство, якому дали назву колгосп «Червоний прогрес».
За ці роки із села були репресовано та виселено близько 10 сімей, тих хто не хотів віддавати своє майно.

### Голодомор в Бронівці
За даними різних джерел в селі під час Голодомору 1932—1933 років загинуло близько 10 чоловік. На сьогодні встановлено імена 4. Мартиролог укладений на підставі поіменних списків жертв Голодомору 1932—1933 років, 1932—1933 років, складених Бронівською сільською радою. Поіменні списки зберігаються в Державному архіві Хмельницької області.
- Бецал Панько Іванович, вік невідомий, 1933 р., причина смерті від недоїдання;
- Гуцал Трохим Михайлович, вік невідомий, 1933 р., причина смерті від недоїдання;
- Дворнік Данило Степанович, вік невідомий, 1933 р., причина смерті від недоїдання;
- Сторожук Андрій Миколайович, вік невідомий, 1933 р., причина смерті від недоїдання.

### Друга світова війна
Мирне життя перервала Німецько-радянська війна. Велику шкоду селу завдали німецькі окупанти. Лише за кілька днів вони знищили усю колгоспну техніку, забрали у колгоспі та у населення 270 корів, 320 свиней, 280 овець, було спалено біля 10-ти колгоспних будинків і 76 хат у селі.
Почалася найжорстокіша кровопролитна війна, з усіх воєн, які досі знала історія людства.
Тоді головою колгоспу був місцевий житель Гара Юхтим Семенович, головою сільської ради — Білєвський Дмитро Борисович.
22 березня 1944 року село зайняв підрозділ Червоної Армії. На території села відбувалися жорстокі бої за звільнення села Бронівки від окупантів, у яких загинули 124 воїни. Їх тіла поховані у центрі села у спільній могилі. З них відомі прізвища лише 36:
- Асалбеков Оразвик;
- Блишун Іван Гнатович;
- Бойко Яків Дмитрович;
- Бриль Михайло Федорович;
- Вербіцький Антон Францович;
- Кирилюк Микола Васильович;
- Коробейник Мойсей Пилипович;
- Кашкін Іван Олександрович;
- Круть Талімон Кіндратович;
- Кузьминський Степан Кирилович;
- Лівандовський Цезар Іполитович;
- Литвиненко Іван Іванович;
- Орешко Григорій Якимович;
- Павлов Михайло Олександрович;
- Перегудов Іван Миколайович;
- Подрєз Афанасій Никифорович;
- Попов Михайло Кузьмич;
- Руденко Микита Семенович;
- Саліванов Кузьма Романович;
- Самчишин Іван Павлович;
- Сєдаков Іван Михайлович;
- Солдатов Василь Матвійович;
- Спичак Назар Маркович;
- Ступак Василь Дорофійович;
- Устименко Олександр Дмитрович;
- Федорчук Сидір Давидович;
- Химич Василь Пилипович;
- Ходаковський Петро Степанович;
- Хоменко Василь Гнатович;
- Шаленко Дем'ян Григорович;
- Черник Василь Андрійович;
- Крижанівський Броніслав Іванович;
- Ярош Іван Гаврилович;
- Терещенко Федів Никифорович;
- Іваненко Іван Васильович;
- Картас Іван Петрович.

Під час німецької окупації виникла група, що допомагала партизанам із з'єднання А. З. Одухи. Керував колгоспом Сторожук Дмитро, старостою села був Никитюк Дем'ян Гнатович, начальником сільської поліції — Сторожук Василь Антонович.
Війна забрала життя багатьох мешканців Бронівки:
- Андрухов Степан Бенедиктович;
- Бецал Гнат Павлович;
- Бецал Василь Павлович;
- Бецал Василь Касянович;
- Бецал Іван Панькович;
- Бецал Степан Васильович;
- Бохонок Дмитро Борисович;
- Білевський Дмитро Борисович;
- Бідюк Федір Никифорович;
- Бідюк Григорій Пилипович;
- Вилавський Олександр Кирилович;
- Гара Петро Тихонович;
- Гара Іван Панькович;
- Гуцал Федір Трохимович;
- Гуцал Андрій Трохимович;
- Гнідий Олексій Іванович;
- Городивський Йосип Августович;
- Доскоч Мефодій Юхтимович;
- Дворнік Василь Кирилович;
- Дворнік Андрій Якимович;
- Дворнік Михайло Антонович;
- Жураківський Станіслав Петрович;
- Жураківський Тимофій Францович;
- Жук Митрофан Петрович;
- Жилко Яків Андрійович;
- Жименік Олександр;
- Заокопний Микола Степанович;
- Заокопний Антон Степанович;
- Заокопний Мартин Степанович;
- Заворотний Серафим Гнатович;
- Загородний Дмитро Микитович;
- Заєць Степан Іванович;
- Заворотий Василь Федорович;
- Колодій Іван Петрович;
- Колодій Василь Юхимович;
- Колодій Іван Юхимович;
- Козак Федір Микитович;
- Козак Олександр Іванович;
- Козак Микола Никифорович;
- Капелістий Іван Барткович;
- Кравець Яків Панькович;
- Кравець Іван Якович;
- Кравець Микола Якович;
- Кравець Серафим Герасимович;
- Кравець Олександр Герасимович;
- Кравець Федір Оксентович;
- Кравець Пилип Іванович;
- Керепко Станіслав Казимирович;
- Король Юхим Васильович;
- Король Бенет Петрович;
- Король Михайло Петрович;
- Кутасевич Іван Миколайович;
- Кукурудза Павло Павлович;
- Лійков Микола Іванович;
- Мазур Ілля Михайлович;
- Мазур Федір Михайлович;
- Мазур Лев Михайлович;
- Никитюк Дементій Гнатович;
- Огороднік Петро Іванович;
- Пізін Дмитро;
- Погрилюк Михайло Федорович;
- Попович Іван Леонтійович;
- Рибак Гнат Іванович;
- Рибак Олексій Іванович;
- Рибак Степан Іванович;
- Рибак Микола Созонович;
- Рибак Михайло Мойсейович;
- Римар Олександр Максимович;
- Рудаков Тодос Філімонович;
- Рихиль Григорій Іванович;
- Сторожук Василь Дем'янович;
- Сторожук Михайло Олексійович;
- Сторонюк Петро Ананійович;
- Сторонюк Степан Ананійович;
- Смагрович Адам;
- Стрільчук Йосип Францович;
- Стрільчук Андрій Матвійович;
- Стриковський Цезарій Казимирович;
- Сіньчук Володимир Оксентович;
- Свідніцький Василь Ілларіонович;
- Тернавський Іван Іванович;
- Хаєцький Юліан Йосипович;
- Хаєцький Тадеуш Людвикович;
- Чудик Максим Павлович;
- Юзков Калина Михайлович.

«В пам'ять про загиблих воїнів-односельців» у 1956 році в селі Бронівка споруджено «обеліск Слави», на якому викарбувані імена мешканців села, що в той чи інший спосіб загинули під час німецько-радянської війни.
Після відновлення влади радянського режиму в селі почалася відбудова сільськогосподарської артілі села Бронівка. Керівництво селом взяв на себе Заворотний Петро Якимович, який став головою сільськогосподарської артілі. Головою сільської ради став Андрухов Іван Бенедьович. Бригадиром рільничої бригади були тоді: Дмитрова Дарина Петрівна, Бортнік Фросина, Рудаков Дем'ян, Стрільчук Франц Матвійович.
Із техніки було 3 плуги і 3 трактори — один Універсал, два ХТЗ, бригадиром тракторної бригади був житель села Качуринці Шуляк Василь, трактористами були — Хаєцький Йосип Йосипович, Заворотний Федір Гнатович, Хаєцька Казимира Людвигівна, Заворотна Лариса Петрівна, Заворотна Лідія Олександрівна, Воронюк Фелікса.

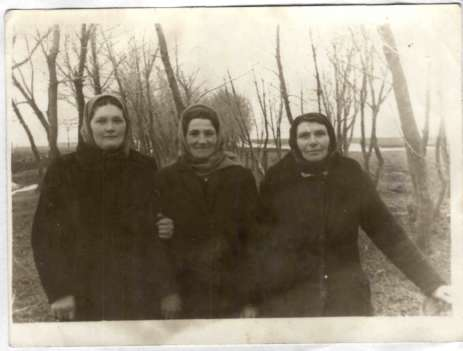
Перші колгоспниці Гара Настазя, Гара Марія, Заворотна Віра

Діяльність сільськогосподарської артілі була відновлена. Вона впроваджувала в життя всі рішення радянських і партійних органів.

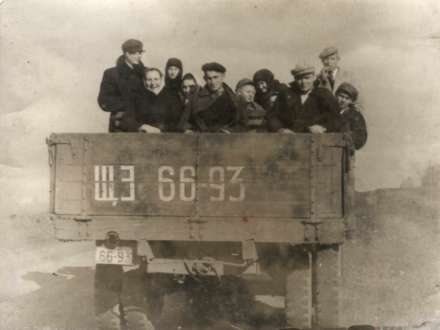
Рільнича бригада

Відбудоване, зруйноване війною господарство збільшувало виробництво сільськогосподарських продуктів, які були необхідні для нормального життя країни. Сільськогосподарська артіль була під назвою «ім. Вісімнадцятий партійний з'їзд».

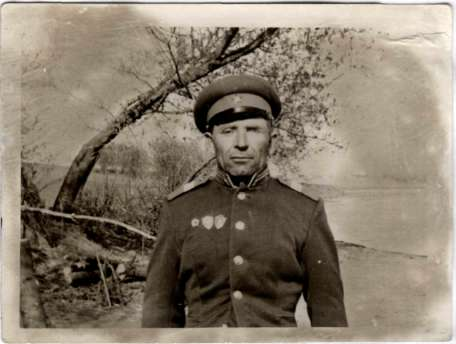
Один з перших трактористів — Заворотний Федір Гнатович

В 1945 році артільні землі були об'єднані з землями сіл Петриківці та Качуринці. Головою, новоствореного колгоспу імені Леніна, став Стоян Казимір Іванович, толової сільської Ради — Стоян Василь.
В 1957 році землі с Бронівки були роз'єднані і утворився колгосп «Прогрес» — головою якого був Умітк Мар'ян Йосипович, головою сільської Ради — Кутасевич Анатолій Миколайович. Техніки в колгоспі помітно збільшилось, бригадиром тракторної бригади був житель села, посланець МТС Хасцький Йосип Йосипович. Тракторне господарство складалось із 7 потужних тракторів, 3 КДП ХТЗ ноті, трактор 74.

Будівництво свинарника (1956 р.)

Помітно зросла економіка колгоспу створились сприятливі умови для піднесення сільського господарства, для впровадження найновіших досягнень науки та техніки. Підвищилась культура землеробства, зросла продуктивність праці. Свідоме ставлення до праці, віри в щасливе майбутнє, зробило нашу артіль передовою. На полях трудились хлібороби, збираючи високі врожаї.
За досягнуті успіхи в галузі розвитку тваринництва завідувач ферми Гара Тимофій Дмитрович був учасником ВДНХ в 1958 році, ланкова бригада № 1 Верещак Лариса Денисівна за високий урожай цукрових буряків, який вона одержала з 1 га по 450 цн. У 1961 році колгоспники сіл Бронівки та Видави об'єдналися в один колгосп «Москва», головою якого став Хоров Микола Максимович житель села Курники, головою сільської Ради — Кутасевич Анатолій Миколайович.

Друга долина села (червень 1967 р.)

Після заходів партії по укріпленню у господарстві нараховувалось 2 573 га земельних угідь на яких працювало 14 тракторів, 11 автомашин, 4 зернових комбайни та 2 силосні комбайни.
Село було радіофіковане та електрифіковано.
Пізніше було побудовано нову школу, контору, ферми, тракторну майстерню, баню.

## Нова сторінка в історії села
Новою сторінкою в історії рідного села стало проголошення Незалежності України.
Колишній устрій сільськогосподарського підприємства виявився нездатний витримати усі зміни, що відбулися у суспільстві. Він потребував негайних змін та реформування. Так вперше у селі Бронівка у 1993 році було створено фермерське господарство «Поділля» — фермер Бідюк В. М., якому виділили 50 га землі. Це господарство створювалося одним із перших у Волочиському районі.
Землі, що знаходилися у колективних сільськогосподарських підприємствах розпаювалися між членами господарства.
На основі колишнього колгоспу «Москва» було — створено ДСП «Бронівське» Хмельницького ВАГ «Агротехтранс», яке від 30.09.2004 року Господарським судом було визнано банкрутом.
Мають чим пишатись жителі села Бронівка, адже діти наших земляків, простих колгоспників, стали лікарями, вчителями, яких шанують люди: 
- Волос Степан Афанасович — доцент Львівського університету імені І.Франка;
- Волос Валерій Атанасович — аспірант Львівського науково-дослідного інституту ядерної фізики;
- Пахолок Анатолій Антонович кандидат сільськогосподарських наук Кам'янець-Подільського сільськогосподарського інституту;
- Андрухов Василь Степанович — лікар-стоматолог;
- Андрухов Михайло Степанович — лікар терапевт;
- Паска Микола Миколайович — викладач Білоцерківського сільськогосподарського інституту;
- Дворнік Андрій Васильович — лікар-терапевт.

За часів Незалежності України відбулося багато позитивних змін у інших сферах життя.
У селі працює дитячий садочок та початкова школа 1-го ступеня. Прийняла дітей у шкільну сім'ю директор школи Стрільчук Валентина Анатоліївна, вихователь дитячого садочка Мокрота Наталя Валеріївна.
На допомогу жителям, у селі працює фельдшерсько-акушерський пункт — завідувачка Заворотна Антоніна Петрівна.

## Сучасний стан села
У 2003 році при допомозі голови районної держадміністрації Дворніка В. В. та під керівництвом сільського голови Тичинського Анатолія Антоновича і бригадира Кметя С. І. було відкрито нове приміщення сільського будинку культури. Завдяки їхньому доброму серцю та чуйній душі жителі села одержали чудове приміщення СБК, який очолила, як і раніше Тернавська Наталія Степанівна. У 2006 році у селі відбулося відкриття обласної естафети культури «Єднаймося, родино!» присвяченій 15-й річниці Незалежності України. Сільську бібліотеку було перенесено у двоповерхове приміщення сільської Ради. Заклад очолила Мельник Світлана Іванівна.
Парафіянам церкви Покрови Святої Богородиці для проведення богослужіння передано колишнє приміщення СБК.
З 2003 року у селі працюють магазини приватних підприємців Черній Віри «Калина» та Бідюк Вікторії, які забезпечують жителів продуктами харчування та промисловими товарами першої необхідності, а нещодавно відкрився ще один магазин «Караван» ПТІ Колодій Наталії.
У селі працює відділення зв'язку — завідувачка Токар Марія Дмитрівна.
Координувала роботою усіх установ у селі Бронівська сільська Рада. Виконавчий комітет сільської Ради очолює сільський голова Тичинський Анатолій Антонович, який вп'яте у 2006 році був обраний на цю посаду. Допомагає йому у цьому секретар Ради — Тернавська Ольга Миколаївна та бухгалтер — Сторожук Марія Антонівна. У 2006 році сільському голові за співпрацю, розуміння, сприяння в наповненні бюджету України начальником ДНІ у Волочиському районі Рябим В. В. було винесено подяку.
Колишній орган місцевого самоуправління — Бронівська сільська рада.

## Реставрація церкви
На початку 2011 року було розпочато реставрацію колишньої церкви. Вік історичної споруди уточнюється. За часів Радянської влади купол церкви було зруйновано та змінено призначення споруди. Було добудовано гострі кути, у яких розташувалась бібліотека а на верхньому поверсі було розташовано сільський кінотеатр та клуб. У початковому вигляді церква мала контури хреста. Кінотеатр існував до 1995 року як і бібліотека. У 2000 році в одному з закутків будівлі розташувалась місцева каплиця у якій відбувались богослужіння. На кошти парафіян, добровільні внески приватних підприємців та депутатів розпочато демонтаж прибудов та даху.
У 2012 році відновлення церкви було припинено через брак коштів.

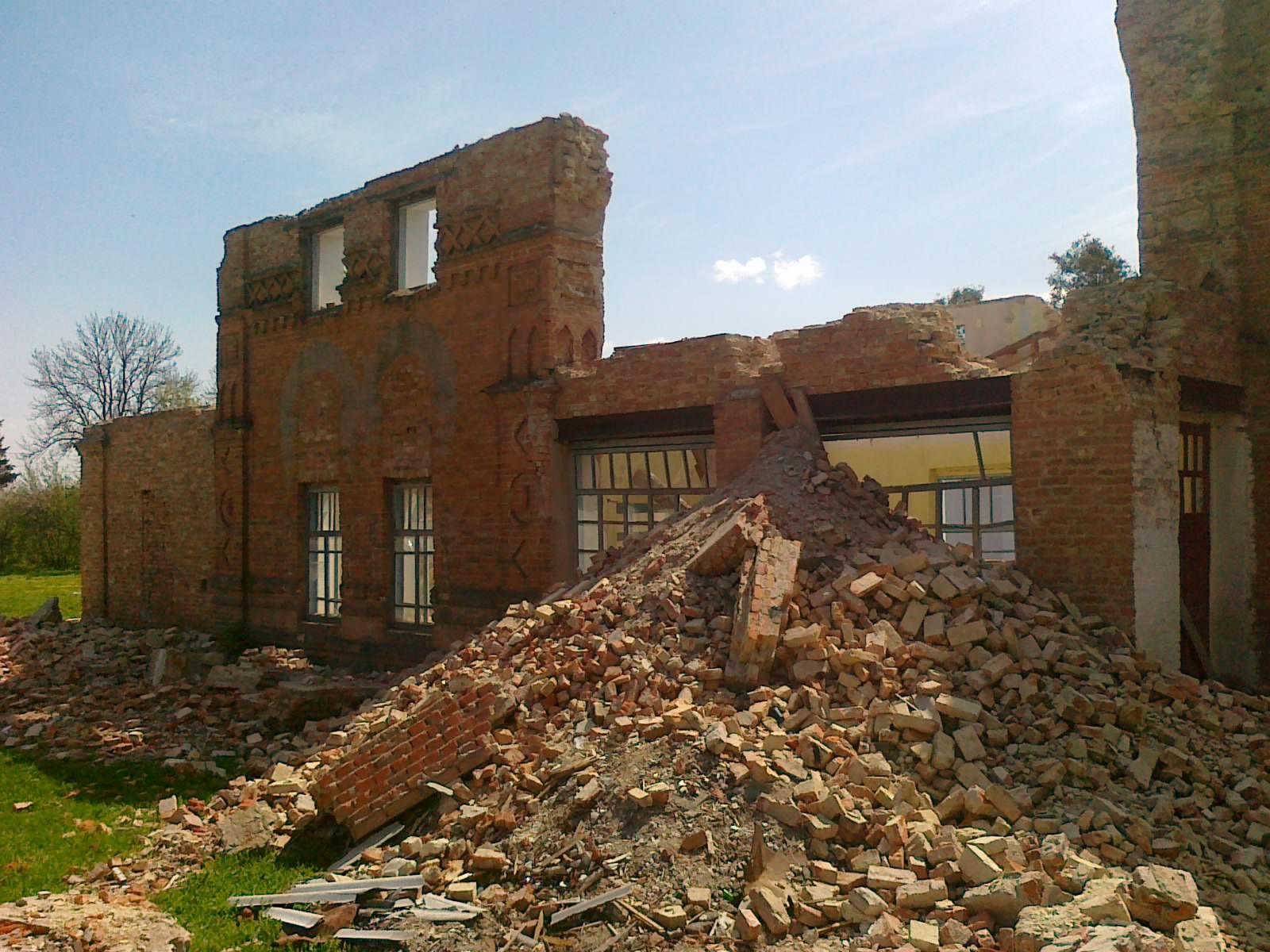
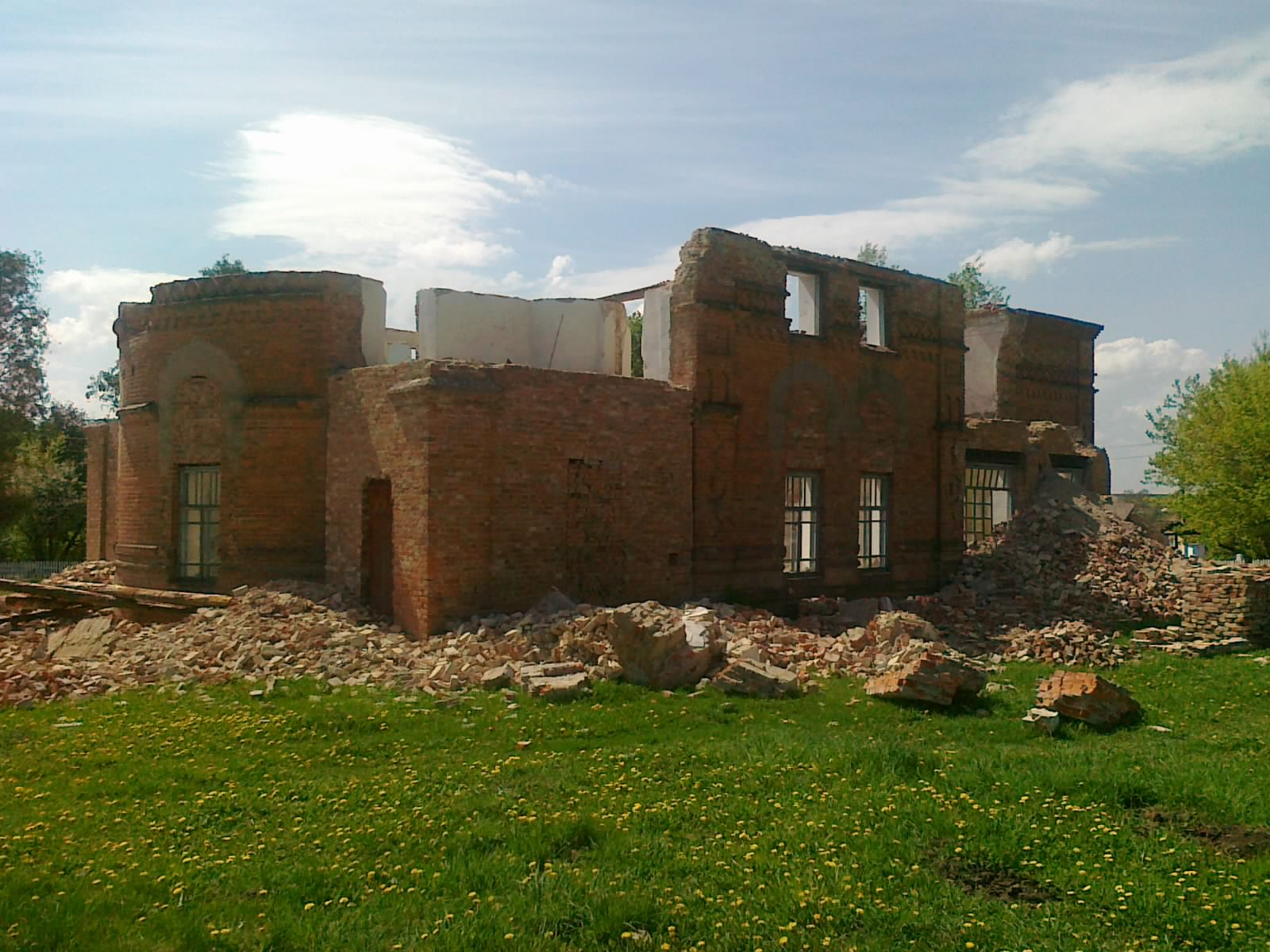

## Події села

9 травня 2009 року біля пам'ятника невідомому солдату, відбувся мітинг. Проводив мітинг Тичинський Анатолій Антонович. На мітингу були присутні місцеві жителі села та гості з Хмельницького та Кам'янця — Подільського. Ветеранам було вручено пам'ятні подарунки.
Ветерани: ліворуч — Рак Володимир (покійний 2013 р.), праворуч — Рак Олексій.(покійний 2013 р.)

## Фотогалерея

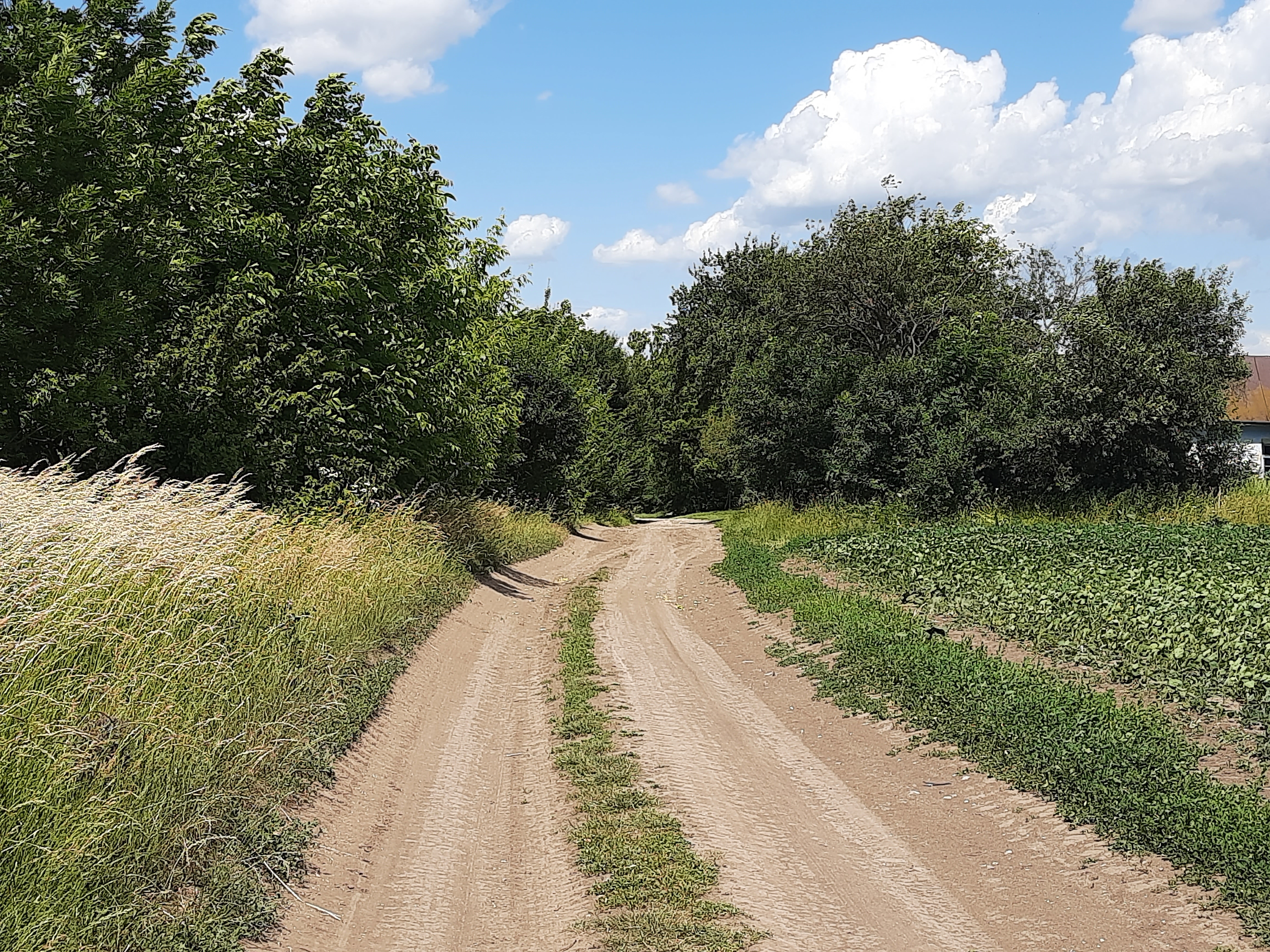
Дорога в село
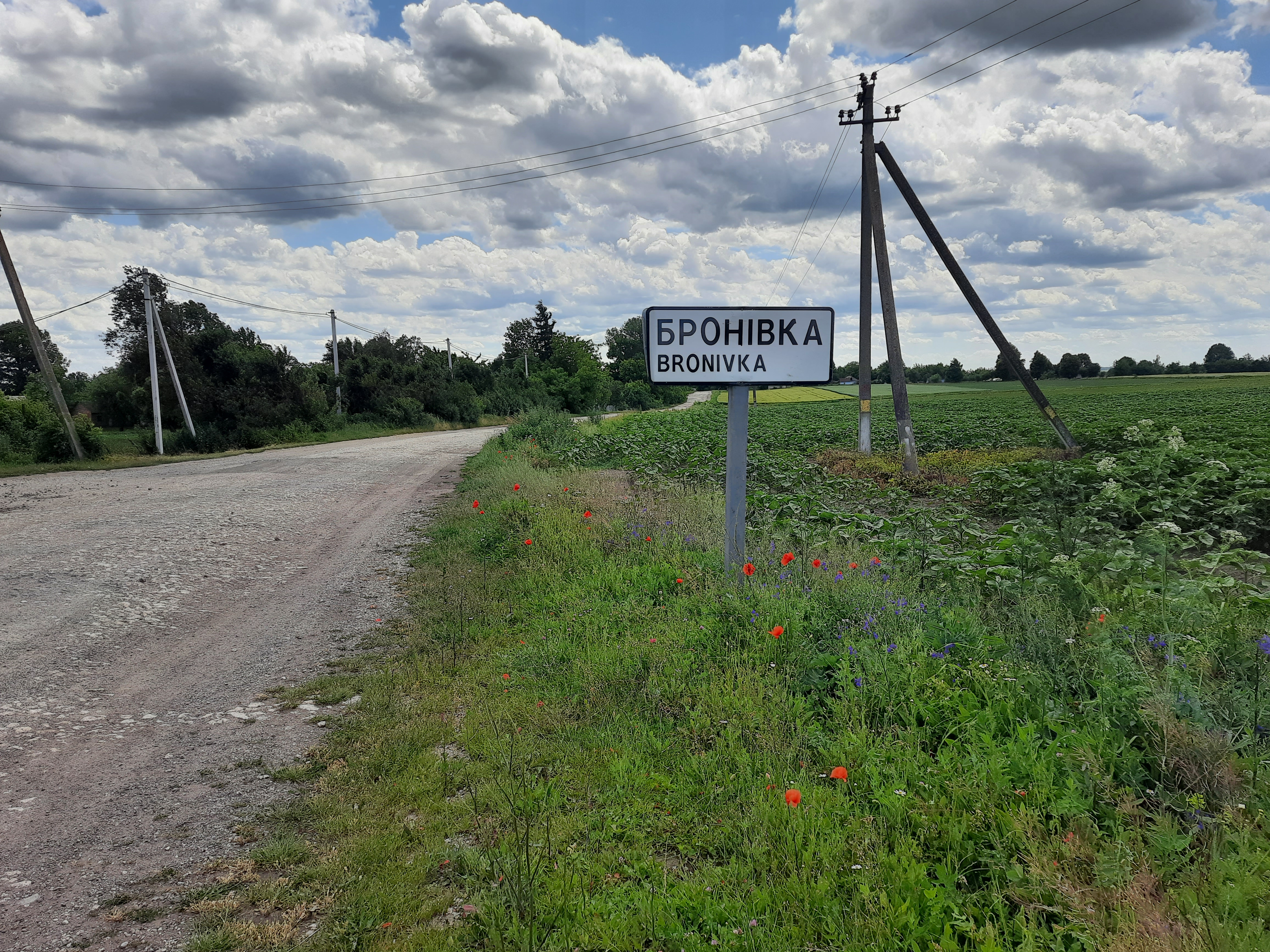
Дорожній знак при в'їзді в село
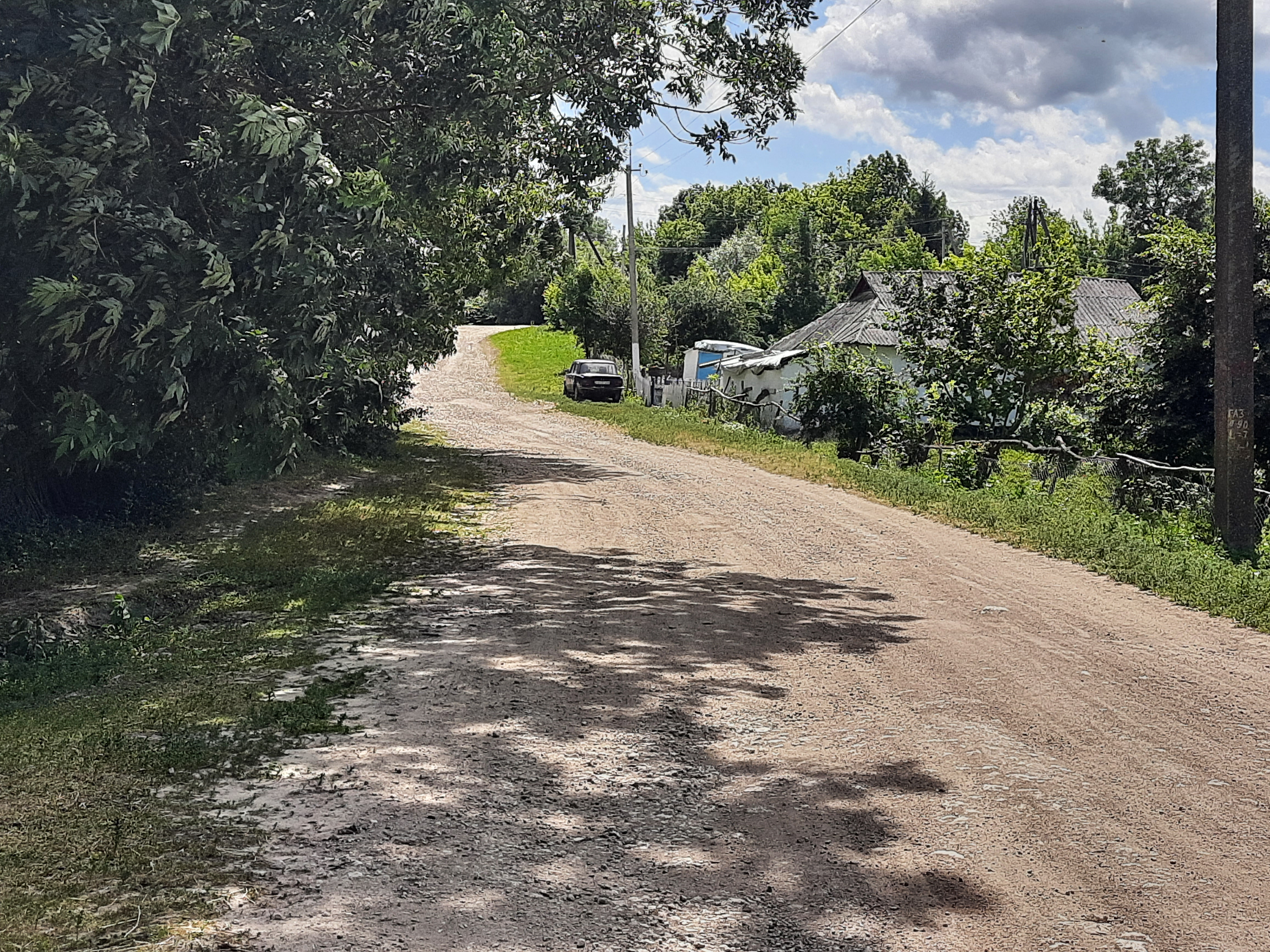
Сільська вулиця
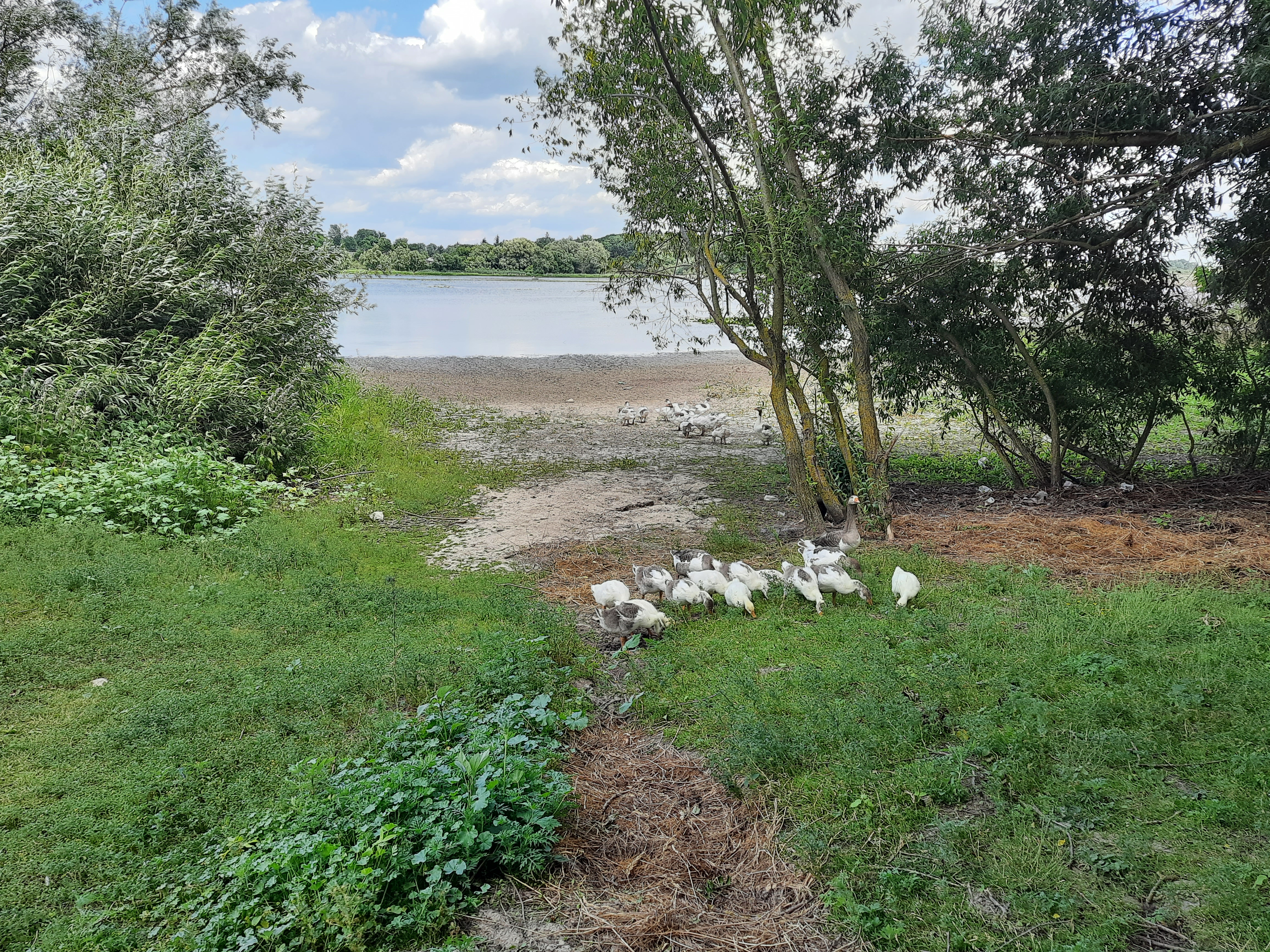
Сільський сюжет
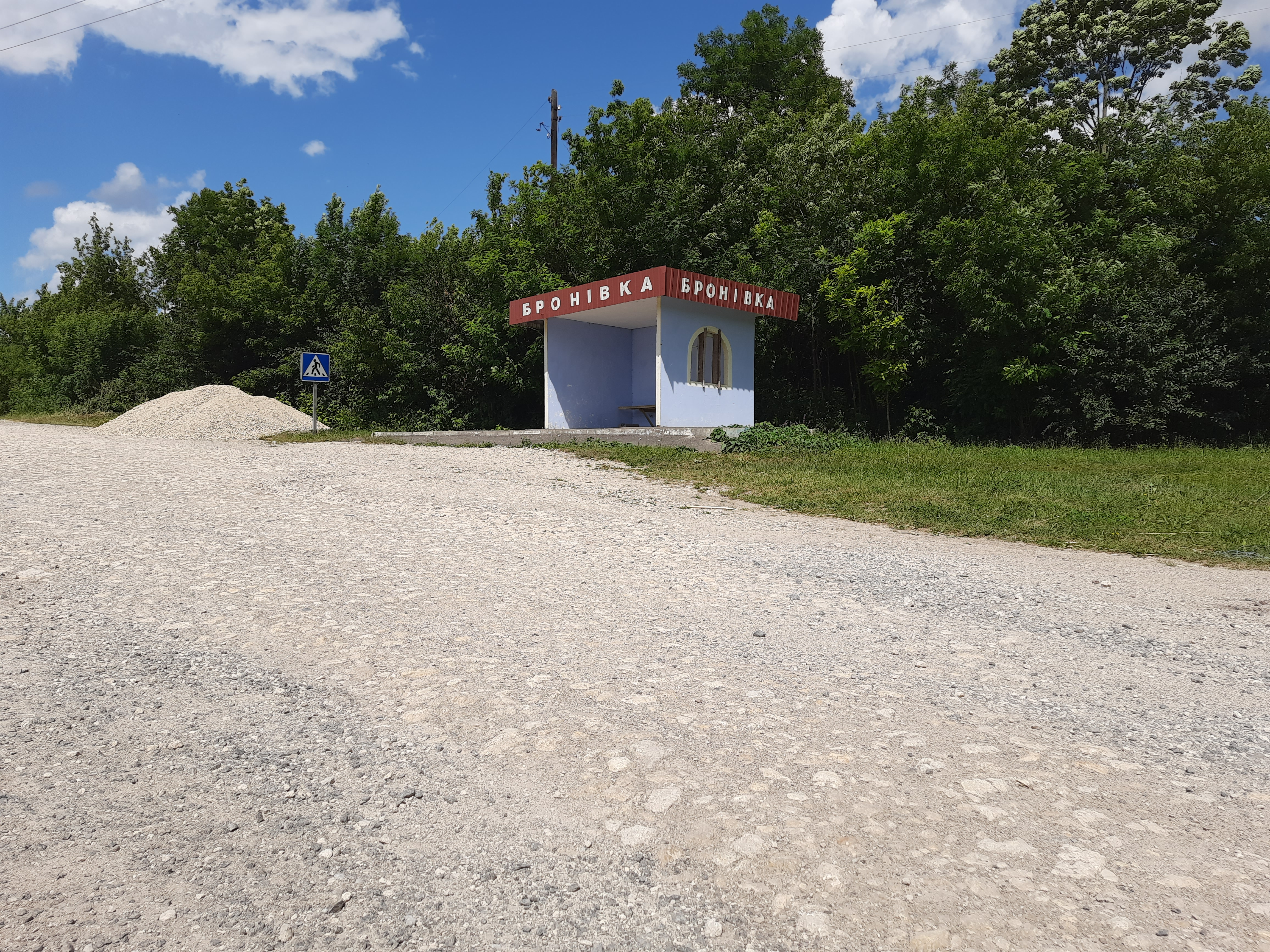
Автобусна зупинка
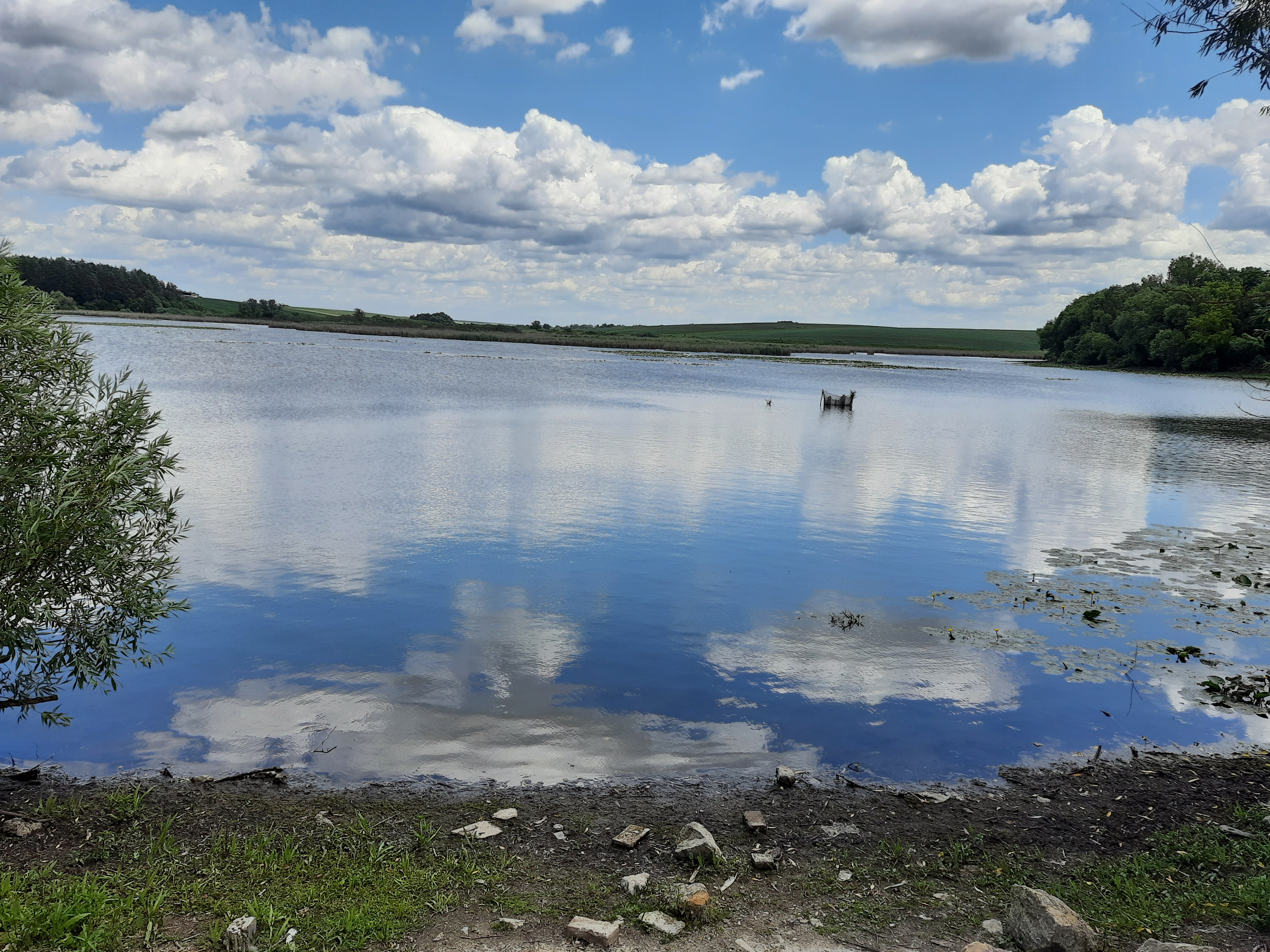
Став біля села
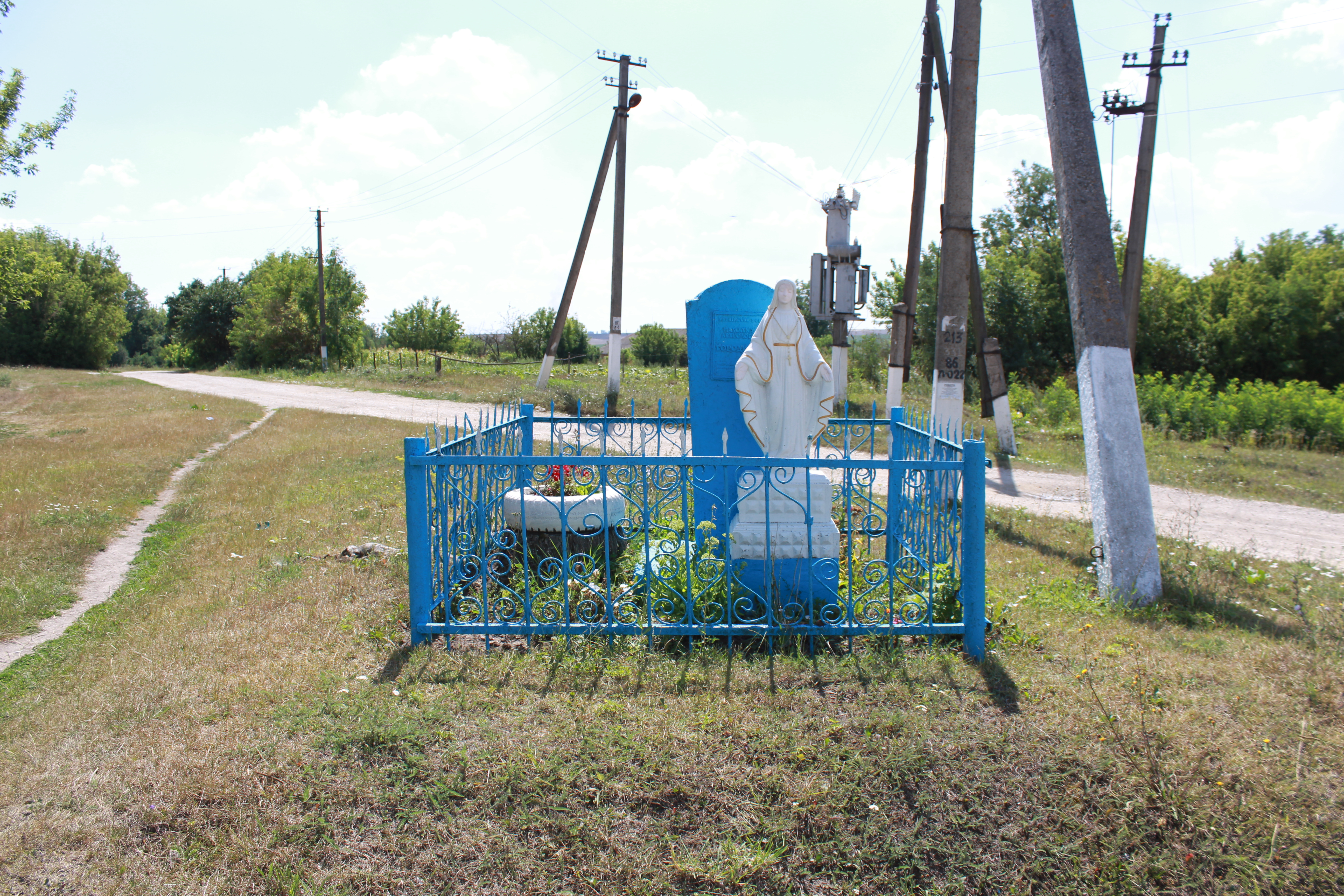
Скульптура Богоматері
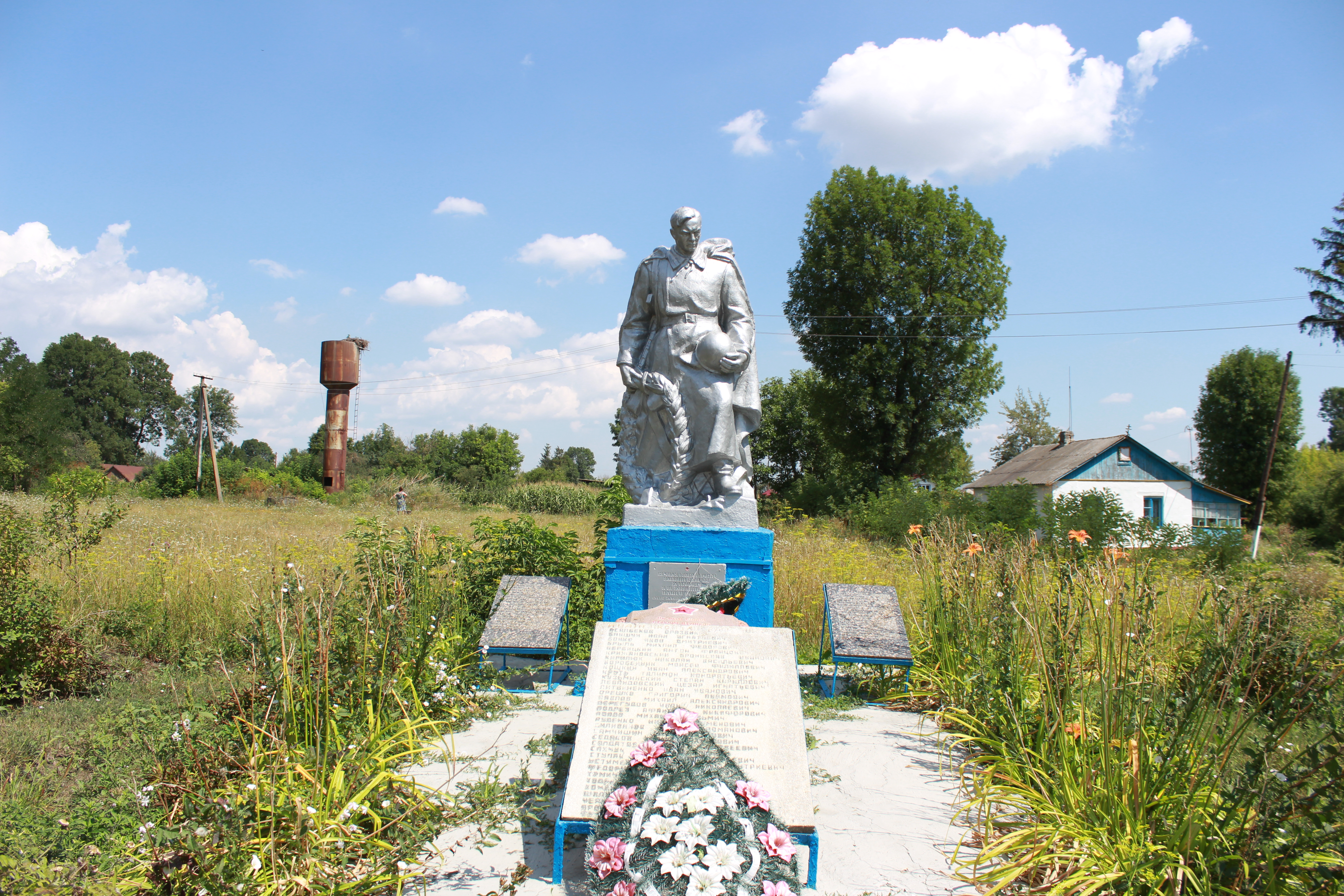
Братська могила рад. воїнів
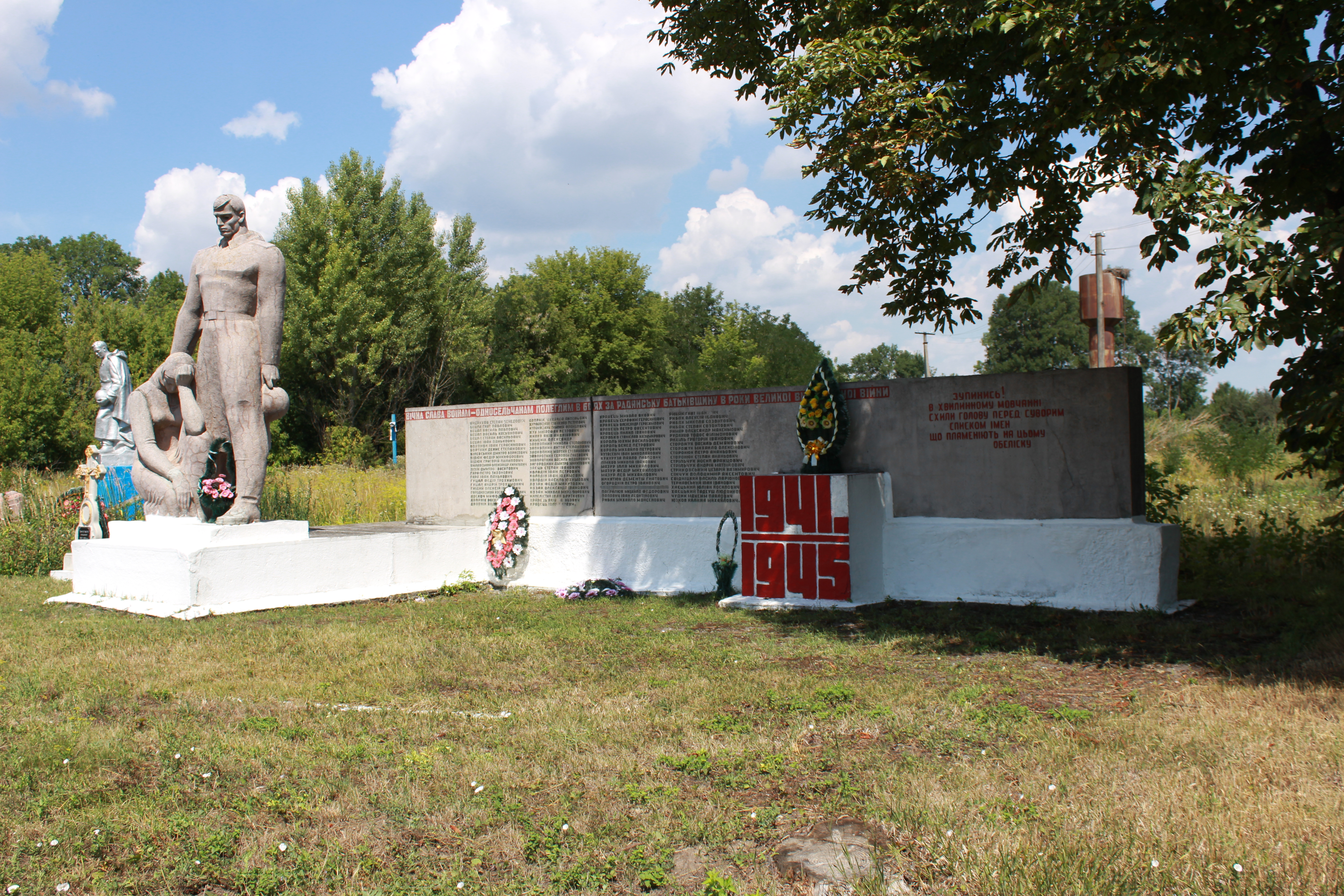
Пам'ятник воїнам-односельчанам
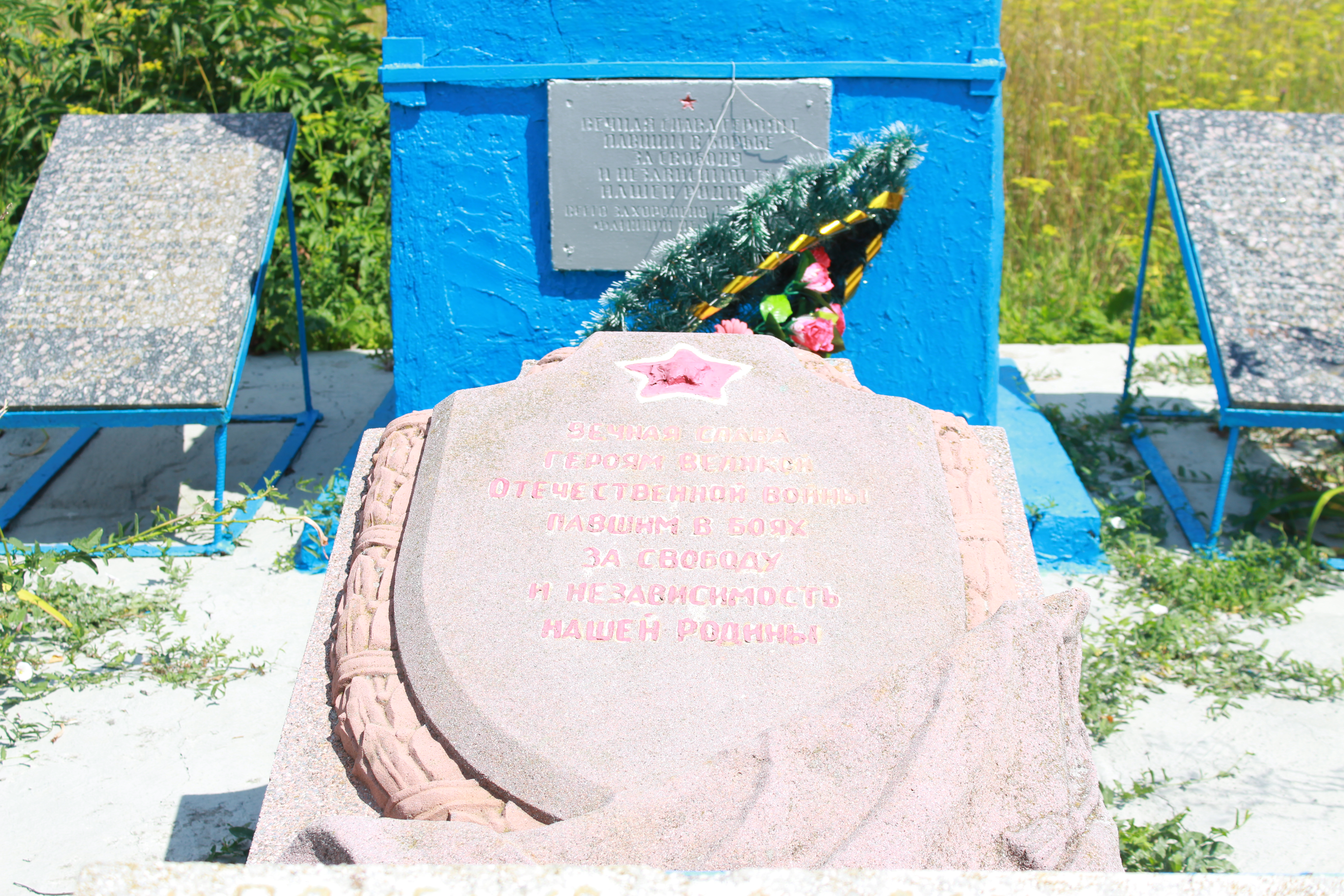